# قاضي (غيفان)
قاضي (بالفارسية: قاضی) هي قرية تقع في إيران في قسم غیفان الريفي. يقدر عدد سكانها بـ 250 نسمة .